# Zwitsers grondwettelijk referendum 1880

Het Zwitsers grondwettelijk referendum van 1880 vond plaats op 31 oktober 1880.

## Achtergrond
De goedkeuring van de herziening van de Zwitserse Grondwet van 1874 was onderworpen aan een dubbele meerderheid. Zowel de bevolking als de kantons dienden de grondwetswijziging immers aan te nemen. De beslissing van een kanton was gebaseerd op de beslissing van meerderheid de kiezers in dat kanton. Hele kantons hadden daarin één stem, halfkantons slechts een halve. Een meerderheid van 68,2 van de bevolking en 17 en een half van de kantons stemden tegen de grondwetswijziging.

### Resultaat
| Keuze                  | Aantal stemmen | %    | Kantons | Kantons | Kantons |
| Keuze                  | Aantal stemmen | %    | Volle   | Halve   | Totaal  |
| ---------------------- | -------------- | ---- | ------- | ------- | ------- |
| Voor                   | 121.099        | 31,8 | 4       | 1       | 4,5     |
| Tegen                  | 260.126        | 68,2 | 15      | 5       | 17,5    |
| Ongeldig/blanco        | 5.305          | –    | –       | –       | –       |
| Totaal                 | 536.530        | 100  | 19      | 6       | 22      |
| Geregistreerde kiezers | 641.576        | –    | –       | –       | –       |